# Prix 12/17 Brive-Montréal
 (avril 2021).
Si vous disposez d'ouvrages ou d'articles de référence ou si vous connaissez des sites web de qualité traitant du thème abordé ici, merci de compléter l'article en donnant les références utiles à sa vérifiabilité et en les liant à la section « Notes et références ».
Le prix 12/17 Brive-Montréal est un ancien prix littéraire créé en 1991 pour concrétiser le jumelage de la foire du livre de Brive-la-Gaillarde et du salon du livre de Montréal. 
Il soulignait l'apport exceptionnel de deux écrivains, l'un français, l'autre québécois, dont l'œuvre s'adresse aux lecteurs âgés de 12 à 17 ans. Le prix a été remis pour la dernière fois en 1997.

## Lauréats
- 1991 - Denis Côté et Claude Gutman
- 1992 - Daniel Sernine et Yves Heurté
- 1993 - Michèle Marineau[1] et Jean-Paul Nozière
- 1994 - Raymond Plante et Élie-Georges Berreby
- 1995 - Jean Lemieux[2] et Hubert Mingarelli
- 1996 - Sylvie Desrosiers et Alain Korkos
- 1997 - Jacques Lazure et Valérie Mathieu